# Madonna col Bambino, Giovanni Battista e un santo
La Madonna col Bambino, Giovanni Battista e un santo è un dipinto a olio su tela (90x120 cm) di Tiziano, databile al 1514 circa e conservato nella National Gallery of Scotland di Edimburgo.

## Storia
L'opera, nata quasi sicuramente per la devozione privata, proviene dalle collezioni del conte di Ellesmere, date in deposito alla galleria scozzese.
La mano di Tiziano venne riconosciuta da Morelli ma non condivisa da Cavalcaselle, che fece incertamente i nomi di Palma il Vecchio, Bernardino Licinio e Polidoro Lanzani. In seguito l'autografia è stata confermata dalla maggior parte degli studiosi.
Ne esiste una variante, ritenuta successiva, nella Kelvingrove Art Gallery and Museum di Glasgow.

## Descrizione e stile
L'opera fa parte di una serie di sacre conversazioni in un paesaggio, databili più o meno agli stessi anni, tra le quali spicca per dimensioni e qualità la Sacra conversazione Balbi della Fondazione Magnani-Rocca. Anche nella tela di Edimburgo lo spazio pittorico è diviso in due metà asimmetriche, una dominata dall'ombra e una di aperto paesaggio; in primo piano risaltano le luminose figure della Vergine col Bambino, tra i due santi disposti attorno a lei con attitudini sciolte e ben disposte nello spazio. A sinistra Giovanni Battista, in serena contemplazione mentre accarezza l'Agnus Dei, e a destra un santo non identificabile (o un donatore?) dalla sgargiante veste rossa e viola, che risalta al pari di quella di Maria, attraversata da bagliori lucidi.
La straordinaria orchestrazione cromatica preannuncia già i capolavori degli anni successivi, con lo sguardo dello spettatore magnetizzato dai rossi e dai blu intensi, compreso quello del cielo.